# Linea M3 (metropolitana di Milano)
La linea M3 è una linea della metropolitana di Milano che collega la città da nord, con capolinea Comasina (nel comune di Milano), a sud, attestandosi al capolinea di San Donato (nel comune di Milano, ai confini con quello di San Donato Milanese).
La linea 3 è anche chiamata "linea gialla" per via del colore utilizzato per disegnarla nelle mappe, che è anche il colore più usato nell'arredo delle stazioni e nella livrea dei treni.
Incrocia la linea M1 nella stazione Duomo, la M2 nella stazione Centrale FS, la M5 nella stazione Zara e la M4 a Missori (la stazione della blu è Sforza policlinico e si raggiunge con un tratto in superficie).

## Storia
La linea M3 è la terza linea, in ordine di costruzione, della metropolitana milanese.
La sua costruzione fu approvata da un ordine del giorno del consiglio comunale milanese nel 1977, sulla base dei dati di traffico scaturiti da un'Indagine Origine-Destinazione riguardo agli spostamenti che si effettuavano a Milano fra il 1976 e il 1977.
Il progetto di costruzione della linea M3 fu studiato da MM e presentato al Ministero dei trasporti in data 11 gennaio 1981. I lavori iniziarono l'8 settembre dello stesso anno.
Una particolarità della linea fu lo scavo di due tunnel sovrapposti tra le stazioni di Repubblica e Crocetta, per consentire il passaggio sotto le anguste strade del centro senza interferire con gli edifici. Lungo questa tratta vi sono cinque stazioni intermedie, costruite anche grazie all'esperienza acquisita nella stazione di Sant'Agostino della linea M2, dotata di struttura analoga.
La prima tratta della linea, tra Centrale FS e Duomo, di 2,65 km di lunghezza e con cinque stazioni, fu aperta il 3 maggio 1990, in concomitanza con i campionati del mondo di calcio disputati in Italia; poiché nella stazione Duomo i binari nelle due direzioni, posti su livelli diversi, non erano dotati di raccordi di collegamento, fu attivato un doppio servizio navetta, con due treni che viaggiavano alternativamente nei due sensi, ognuno sempre sullo stesso binario, con frequenza di nove minuti.

Per gli sviluppi della linea in direzione nord, oltre la fermata Centrale FS, si scelse di posticipare i lavori e di realizzare tratte di lunghezza contenuta, aprendo una stazione per volta. Il progetto architettonico fu eseguito dall'architetto Claudio Dini e aveva come elementi fondamentali l'aumento della luminosità rispetto alle linee precedenti e un aumento della funzionalità grazie anche all'eliminazione di spazi morti. Il progetto si caratterizzò anche per la scelta di materiali più costosi rispetto a quelli utilizzati in precedenza; ad esempio i pavimenti furono realizzati in graniti di colore chiaro anziché in linoleum, scelta che sollevò polemiche anche nell'ambito dello scandalo giudiziario di Mani pulite, esploso proprio in quegli anni, che nei lavori della metropolitana del capoluogo lombardo riscontrò ampi gradi di corruzione (secondo uno studio del settimanale Il Mondo pubblicato nel 1992, la linea M3 avrebbe avuto un costo di circa 192 miliardi a km, contro i 45 della metropolitana di Amburgo).
Il 16 dicembre 1990 fu raggiunta la stazione di Porta Romana, la quale, essendo dotata di croce di scambio, consentì l'abbandono del servizio a doppia navetta e l'istituzione della marcia dei treni con regolare regime di linea; il 12 maggio dell'anno seguente furono aperti all'esercizio i tronchi da Centrale FS a Sondrio e da Porta Romana a San Donato, quest'ultimo comprendente la fermata di Rogoredo FS, importante interscambio con la stazione ferroviaria omonima.
Il prolungamento lungo Corso Lodi fu anche il primo caso in cui la rete tranviaria non venne immediatamente ridotta a causa della costruzione di nuovi tratti di metropolitana: i percorsi lungo Via Manzoni, Corso di Porta Romana e Corso Lodi rimasero in funzione sia durante i lavori che dopo il termine. La coesistenza in Corso Lodi di tram e metropolitana si rivelò tuttavia inefficace, quindi nel maggio 1993 i tram furono ritirati fino a Crocetta.
Il 16 dicembre 1995 fu attivato il prolungamento da Sondrio al nuovo capolinea Zara, senza stazioni intermedie.
Secondo i progetti originali, la linea avrebbe dovuto espandersi lungo il tracciato della tranvia interurbana per Desio, con una breve diramazione per Affori: dopo la costruzione del prolungamento per Zara si optò invece per un prolungamento al quartiere di Comasina, che avrebbe così incanalato i pendolari dalla Superstrada Milano-Meda fino al centro della città. Sul percorso originale fu predisposta la Metrotranvia Nord, inaugurata nel 2003.
L'8 dicembre 2003 fu attivato il tronco Zara-Maciachini, anch'esso senza stazioni intermedie.
Il 26 marzo 2011 venne attivato il prolungamento da Maciachini a Comasina, interamente sotterraneo e comprendente le tre fermate di Dergano, Affori Centro e Affori FN.
Estensioni future
È stata valutata un'estensione verso Paullo già dagli anni '90; esiste anche uno studio di MM che prevede di costruire due fermate a San Donato e a Peschiera Borromeo e di realizzare una metrotranvia fino a Paullo, che avrebbe capolinea in corrispondenza dello svincolo dell'autostrada A58, la tangenziale Est Esterna di Milano (TEEM). Sebbene sembra che si sia intenzionati a prolungare la M3, la costruzione della metrotranvia è pressoché improbabile.
È invece atteso nel 2025 uno studio di fattibilità per portare la gialla dal capolinea di Comasina ai comuni di Cormano e Paderno Dugnano.

### Riqualificazioni in superficie
La società Metropolitana Milanese affidò a diversi architetti la riqualificazione urbana delle porzioni della città che erano interessate dai cantieri. Furono elaborati tre progetti, di Aldo Rossi per la stazione di Montenapoleone, di Ignazio Gardella per la piazza del Duomo e di Guido Canella per la stazione di Crocetta. Solo il progetto di Rossi a Montenapoleone venne effettivamente realizzato, mentre per le ulteriori stazioni previste non si arrivò nemmeno alla redazione dei progetti.

### Le date delle aperture
- 3 maggio 1990: Centrale - Duomo
- 16 dicembre 1990: Duomo - Porta Romana
- 12 maggio 1991: Centrale FS - Sondrio e Porta Romana - San Donato
- 16 dicembre 1995: Sondrio - Zara
- 8 dicembre 2003: Zara - Maciachini
- 26 marzo 2011: Maciachini - Comasina

## Caratteristiche tecniche
| Urban head station in tunnel |

| Unknown route-map component "utINT" |

| Urban tunnel stop on track |

| Urban tunnel stop on track |

| Urban tunnel stop on track |

| Unknown route-map component "utINT" |

| Urban tunnel stop on track |

| Unknown route-map component "utINT" |

| Unknown route-map component "utABZg+l" | Unknown route-map component "utCONTfq" |

| Unknown route-map component "utINT" |

| Urban tunnel stop on track |

| Urban tunnel stop on track |

| Unknown route-map component "utINT" |

| Urban tunnel stop on track |

| Urban tunnel stop on track |

| Urban tunnel stop on track |

| Urban tunnel straight track | Unknown route-map component "CONTr+f" |

| Unknown route-map component "utXINT-L" | Unknown route-map component "XBHF-R" |

| Urban tunnel straight track | Unknown route-map component "CONTl+g" |

| Urban tunnel stop on track |

| Urban tunnel stop on track |

| Urban tunnel stop on track |

| Unknown route-map component "utINT" |

| Urban End station in tunnel |

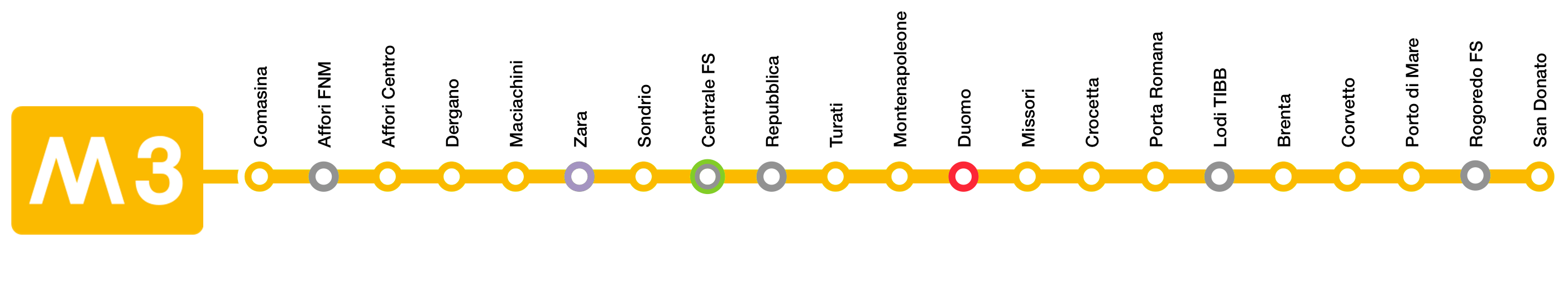
Schema della linea

La linea è dotata di alimentazione elettrica tramite linea aerea di contatto (a pantografo) con tensione a 1500 V in corrente continua, è composta in totale da 21 stazioni e si estende per 17,3 km.
La linea è interamente sotterranea; lo scartamento è quello ordinario di 1435 mm. Nella tratta centrale, fra Porta Romana e Repubblica, l'opera è composta da due gallerie a binario unico sovrapposte a notevole profondità. Il punto più critico è la stazione Duomo, in cui la galleria in direzione San Donato è il punto più profondo della linea e si trova a oltre 20 metri di profondità, interamente immersa in acqua di falda e rivestita da tubo in PVC. L'impegno tecnico per la realizzazione di quest'opera è stato notevole. Per 25 anni la stazione di Duomo M3 è stata la più profonda dell’intera rete metropolitana, prima di essere superata nel 2015 dalla stazione Lotto della linea M5, situata a circa 28 metri nel sottosuolo (e che, nel 2022, ha a sua volta perso il primato in favore della stazione Dateo della linea M4, posta a 32 metri di profondità).
Si tratta di una linea semiautomatica, infatti le informazioni relative al distanziamento e alla velocità da mantenere vengono ricevute dai sistemi di bordo dei treni via radio e rispettate automaticamente; il conducente deve solamente aprire e chiudere le porte e dare il consenso alla partenza del treno, mantenendosi comunque pronto a intervenire in caso di guasti, malfunzionamenti o situazioni non prevedibili dagli automatismi (ad esempio la presenza non autorizzata di oggetti o persone sui binari).
La linea M3, a differenza delle linee M1 e M2, è completamente banalizzata, cioè permette la marcia regolare sotto il controllo del sistema di segnalamento in entrambe le direzioni su entrambi i binari; normalmente la circolazione dei treni avviene comunque sul binario di destra, come in tutte le linee della metropolitana di Milano.
In caso di necessità per guasti o altro, i treni possono effettuare inversione di marcia, oltre che ai capilinea, nelle seguenti stazioni:
- Maciachini
- Sondrio
- Centrale FS
- Repubblica
- Porta Romana
- Lodi TIBB
- Brenta (solo in direzione Comasina)
- Rogoredo FS

## Materiale rotabile
- Tradizionali (1º lotto) - dal 1990 a oggi
- Tradizionali (2º lotto) - dal 2003 a oggi
- Meneghino  - dal 2009 a oggi

Dal 2025 è prevista la consegna di 46 nuovi treni prodotti da Hitachi Rail chiamati "Galileo", 21 dei quali andranno a sostituire la maggior parte delle motrici di tipo tradizionale della linea M3.

## Deposito
La M3 ha un solo deposito, quello di Rogoredo (così chiamato in quanto originariamente previsto a fianco dell'omonimo quartiere, tuttavia fu poi costruito fisicamente dopo il capolinea di San Donato), aperto nel 1991. Il deposito comprende anche un anello di prova interno, lungo 1821 m e dotato di due stazioni, una in galleria e l'altra all'aperto, per meglio prestarsi alle simulazioni di guida condotte durante l'addestramento del personale.

## Sistemi di sicurezza
Per il segnalamento, la linea 3 utilizza fin dalla sua costruzione il sistema LZB 700M a blocco fisso, prodotto da Siemens, che permette le funzioni ATP (Automatic Train Protection) e ATO (Automatic Train Operation), i quali consentono la marcia dei treni in modo quasi totalmente automatico, senza la presenza di segnali di linea (comunque presenti): partenza, arresto, mantenimento della distanza tra i convogli e regolazione della velocità sono eseguiti automaticamente dall'elettronica di bordo sulla base delle indicazioni ricevute via radio dai sistemi di terra. I macchinisti si limitano a dare i comandi di apertura e chiusura delle porte e di consenso alla partenza dopo la chiusura delle porte, rimanendo pronti a intervenire in caso di situazioni non prevedibili dall'automatismo (ad esempio nel caso in cui si trovino persone o oggetti non autorizzati sui binari) o per guasti al sistema di segnalamento e/o al materiale rotabile che non rendono possibile la marcia automatica: in quest'ultimo caso gli operatori hanno il compito di condurre manualmente i treni.